# العلاقات التشيلية الكازاخستانية
العلاقات التشيلية الكازاخستانية هي العلاقات الثنائية التي تجمع بين تشيلي وكازاخستان.

## مقارنة بين البلدين
هذه مقارنة عامة ومرجعية للدولتين:
| وجه المقارنة                                              | تشيلي                         | كازاخستان                      |
| --------------------------------------------------------- | ----------------------------- | ------------------------------ |
| المساحة (كم2)                                             | 756.10 ألف                    | 2.72 مليون                     |
| عدد السكان (نسمة)                                         | 17.37 مليون                   | 17.95 مليون                    |
| الكثافة السكانية (ن./كم²)                                 | 22.97                         | 6.6                            |
| العاصمة                                                   | سانتياغو                      | نور سلطان                      |
| اللغة الرسمية                                             | اللغة الإسبانية               | اللغة القازاقية، اللغة الروسية |
| العملة                                                    | بيزو تشيلي، وحدة حساب تشيلية ‏ | تينغ كازاخستاني                |
| الناتج المحلي الإجمالي (بليون دولار)                      | 277.08 مليار                  | 159.41 مليار                   |
| الناتج المحلي الإجمالي (تعادل القوة الشرائية) بليون دولار | 419.39 مليار                  | 439.39 مليار                   |
| الناتج المحلي الإجمالي الاسمي للفرد دولار أمريكي          | 13.42 ألف                     | 10.51 ألف                      |
| الناتج المحلي الإجمالي للفرد دولار أمريكي                 | 22.07 ألف                     | 24.23 ألف                      |
| مؤشر التنمية البشرية                                      | 0.832                         | 0.788                          |
| رمز المكالمات الدولي                                      | +56                           | +7                             |
| رمز الإنترنت                                              | .cl                           | .kz، .қаз ‏                     |
| المنطقة الزمنية                                           | 00، 00، 00، 00                | ت ع م+05:00، ت ع م+06:00       |

## منظمات دولية مشتركة
يشترك البلدان في عضوية مجموعة من المنظمات الدولية، منها:
| علم المنظمة | اسم المنظمة                               | تاريخ انضمام تشيلي | تاريخ انضمام كازاخستان |
| ----------- | ----------------------------------------- | ------------------ | ---------------------- |
|             | الاتحاد البريدي العالمي                   | ?                  | ?                      |
|             | يونسكو                                    | 7 يوليو 1953       | 22 مايو 1992           |
|             | البنك الدولي للإنشاء والتعمير             | 31 ديسمبر 1945     | 23 يوليو 1992          |
|             | وكالة ضمان الاستثمار متعدد الأطراف        | 12 أبريل 1988      | 12 أغسطس 1993          |
|             | الاتحاد الدولي للاتصالات                  | 1908               | 23 فبراير 1993         |
|             | منظمة الشرطة الجنائية الدولية             | ?                  | ?                      |
|             | مؤسسة التمويل الدولية                     | 15 أبريل 1957      | 30 سبتمبر 1993         |
|             | الأمم المتحدة                             | 24 أكتوبر 1945     | 2 مارس 1992            |
|             | مؤسسة التنمية الدولية                     | 30 ديسمبر 1960     | 23 يوليو 1992          |
|             | الفريق المعني برصد الأرض                  | ?                  | ?                      |
|             | منظمة حظر الأسلحة الكيميائية              | ?                  | ?                      |
|             | المركز الدولي لتسوية المنازعات الاستشارية | 24 أكتوبر 1991     | 21 أكتوبر 2000         |

## وصلات خارجية
- موقع وزارة الخارجية التشيلية
- موقع وزارة الخارجية الكازاخستانية